# Örsjö, Skurups kommun
Örsjö är kyrkby i Örsjö socken i Skurups kommun, Skåne.
I byn ligger Örsjö kyrka. 